# 旗福二號
旗福二號（CHI FU NO.2）是高雄市輪船公司於2019年引進的全電力驅動渡輪，繼改造快樂輪後，是高雄市輪船公司的第三款電力渡輪。船名「旗福二號」取「祈福」同音，有祈求神明降福及行船平安的涵義。2019年1月29日下水同時首航。主要航行鼓山輪渡站往返旗津輪渡站的交通通勤線，以及棧二庫往返旗津輪渡站的觀光線。

## 概要

### 引進簡史
往返鼓山與旗津的旗鼓航線是旗津渡輪最繁忙的路線，每年輸運人數有800萬人次，但是柴油引擎驅動的渡輪運轉噪音與廢氣影響搭乘品質，為改善搭乘體驗，以及減少廢氣排放，2017年初將快樂輪改造成電力獲得好評後，高雄市輪船公司向環保署申請補助9,750萬元新台幣以及高雄市政府1,250萬元新台幣，共計1.1億元新台幣購置2艘電力渡輪以及充電設備。2019年1月29日下水並且同時首航，船名取名為「旗福二號」，「旗福」與「祈福」同音，有祈求神明降福及行船平安的涵義。旗福二號與同時期招標的電力渡輪旗福一號，在正式加入營運後，一同淘汰屆齡的壽山輪以及旗鼓輪。

### 營運
旗福二號主要航行鼓山輪渡站往返旗津輪渡站的交通通勤線，以及棧二庫往返旗津輪渡站的觀光線。但船公司的營運考量，大部分時間皆航行觀光線，造成旗津區的民眾不滿。

## 規格與構造

### 客艙
旗福二號一樓甲板主要是提供騎乘摩托車以及腳踏車的乘客搭乘使用，一共可載運50輛，二樓甲板為載客艙，可承載149名乘客。一樓甲板使用木板鋪設，屋頂設有吊環，提供乘客抓握，登船口設置於左舷，中間登船口設有甲板階梯，供乘客上下樓，甲板階梯旁設有簡易客艙，客艙內裝有木質長條椅供乘客乘坐；二樓甲板設有駕駛艙及客艙，客艙地板鋪設木紋路地板貼，座椅新出廠時使用深藍色塑膠製排椅，座椅底下配有救生衣。2022年台灣設計研究院邀請日目視覺藝術以及彡苗空間實驗進行內裝美化，座椅改裝成水藍色纖維玻璃波浪長椅，甲板階梯從原本綠色噴砂防滑鋪面改成白色防滑膠墊，駕駛艙後方增設導覽系統，提供導遊、導購、導覽等服務，船上各類標示改成較溫和的顏色。

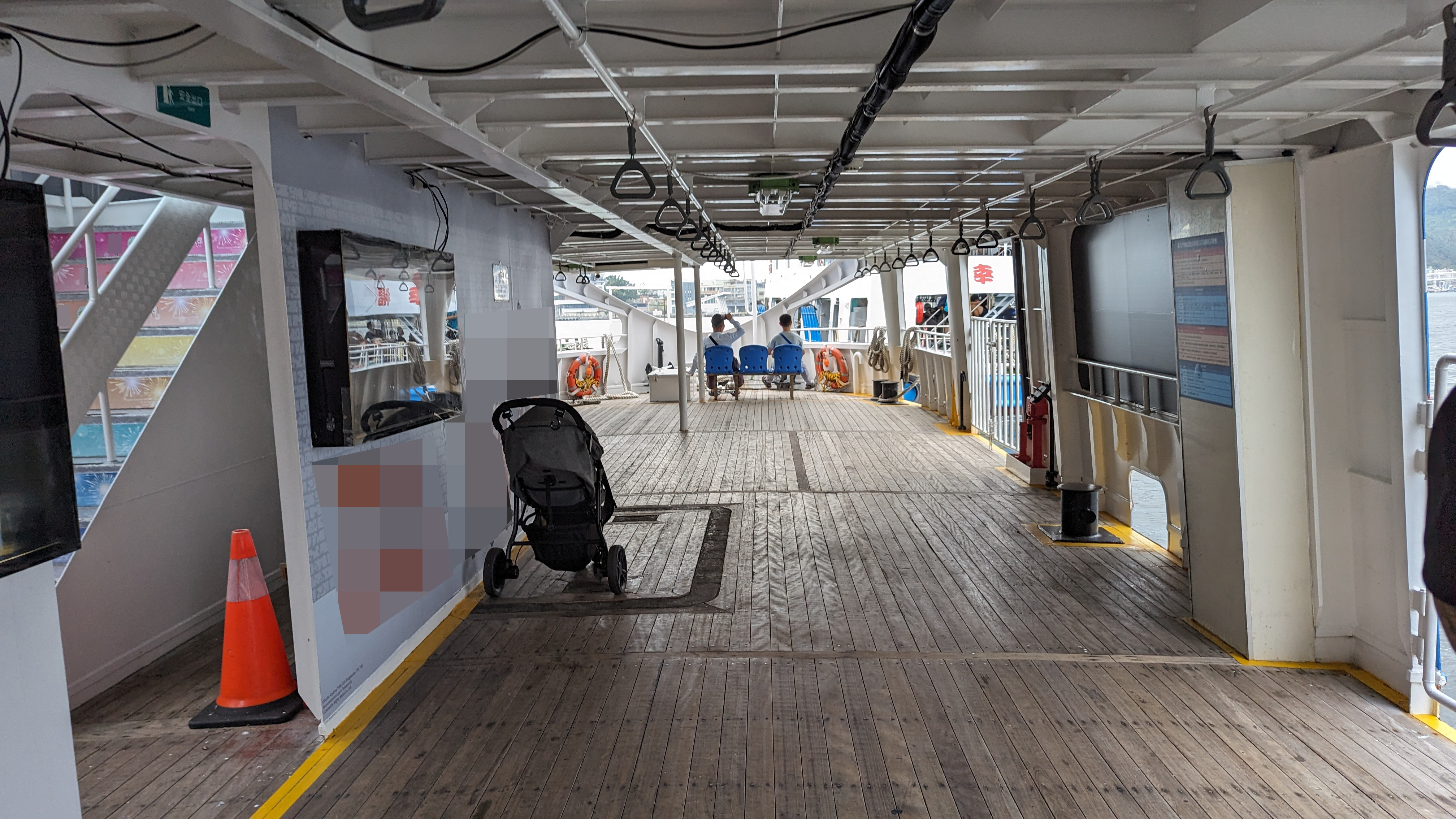
旗福二號一樓甲板車輛停放區
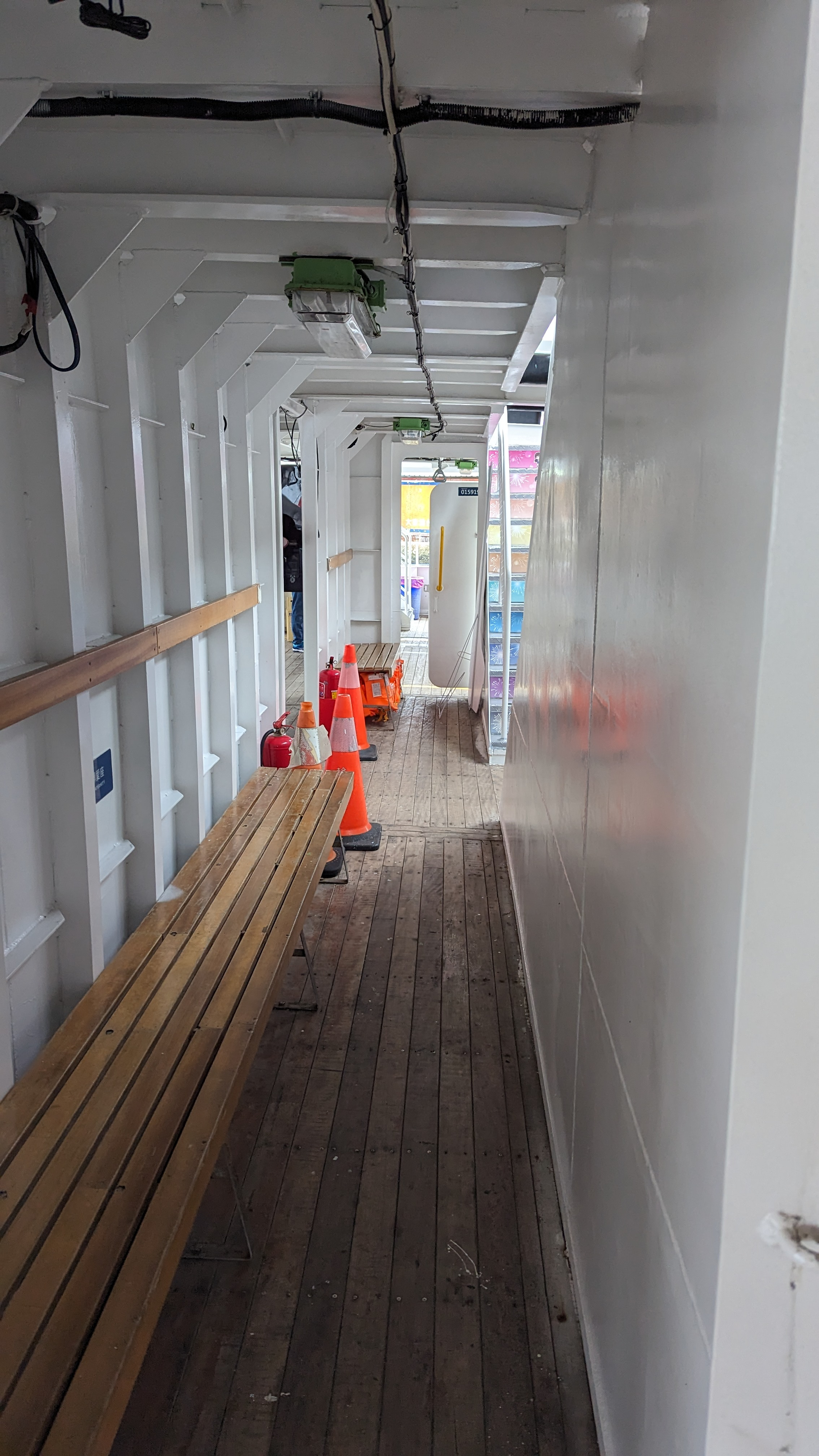
旗福二號一樓甲板客艙
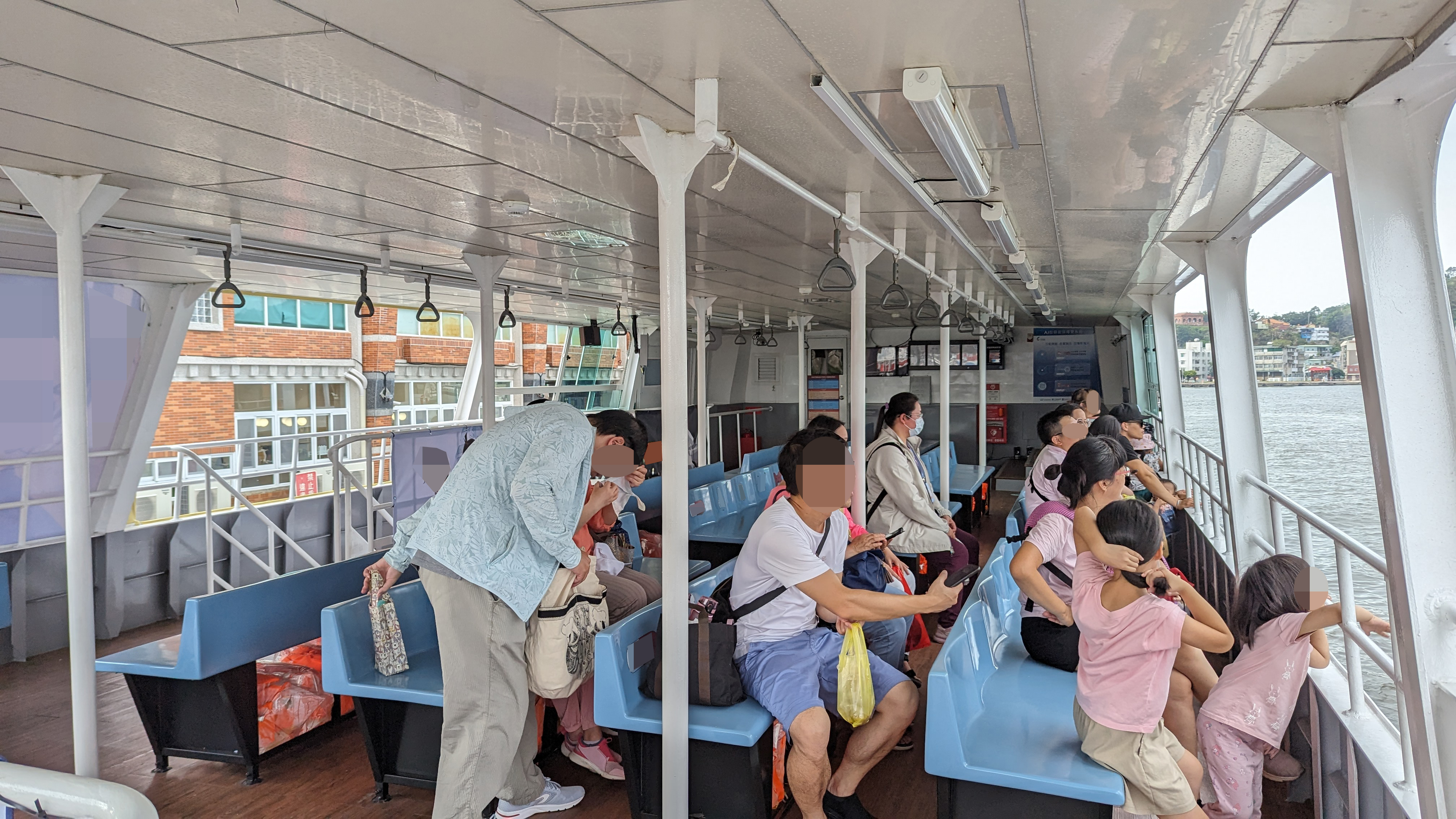
旗福二號二樓甲板
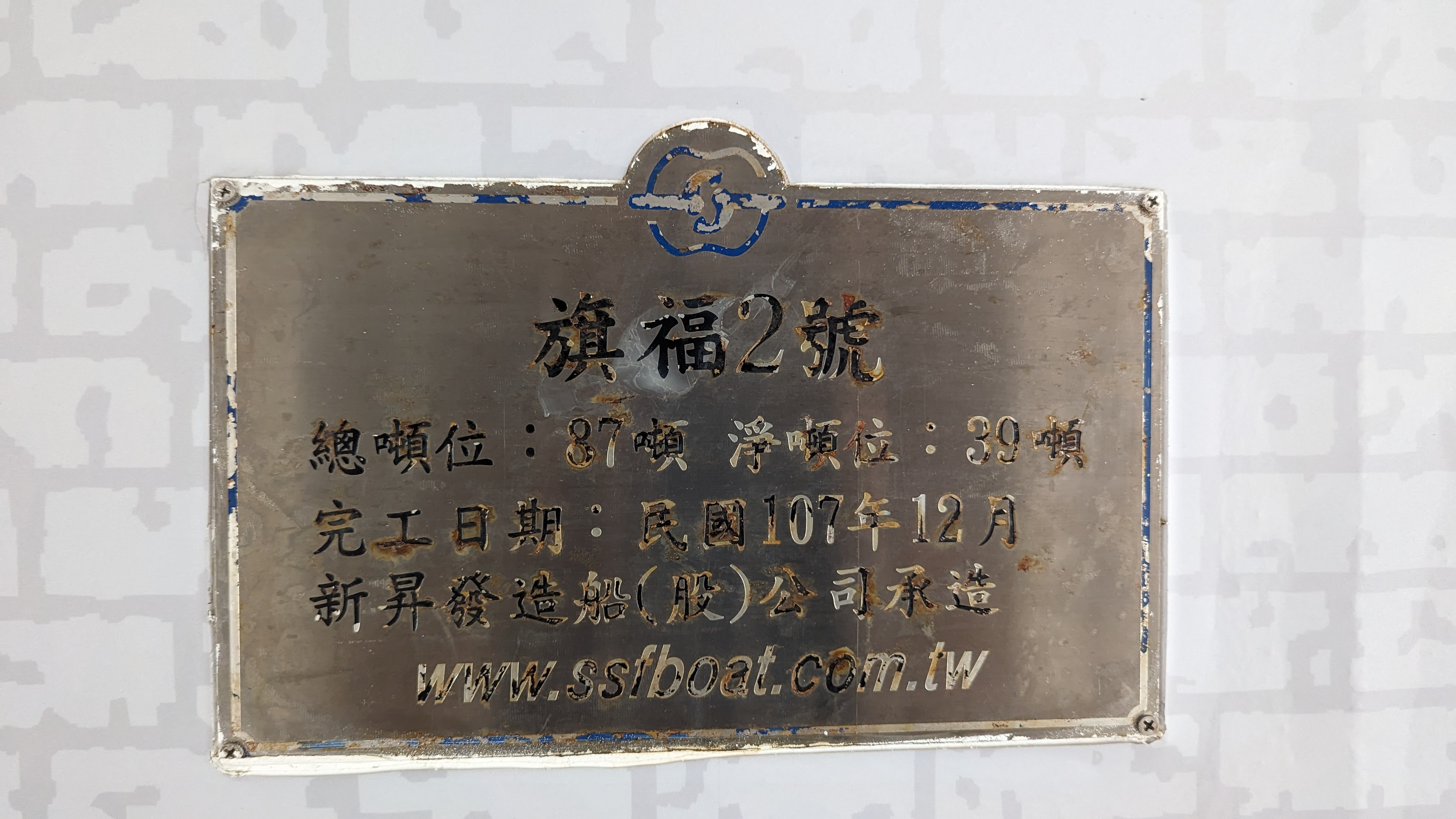
旗福二號昇發造船廠銘牌
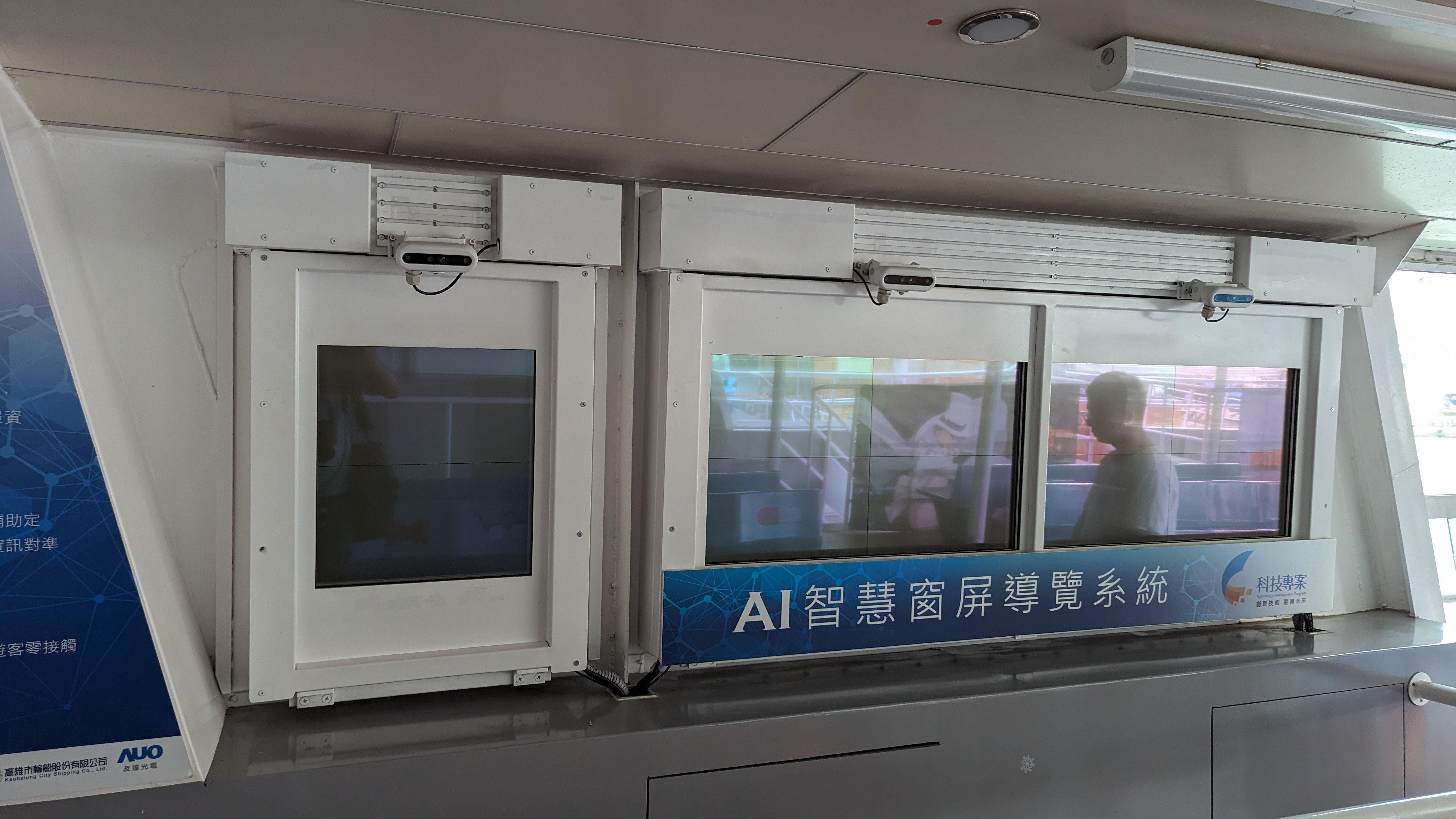
旗福二號二樓甲板導覽系統

### 船體與電力系統
船體使用鋼與鋁合金製造，船身採用鋼質材料，甲板以上採用鋁合金材料，總長25.2公尺，法長24公尺，模寬6.5公尺，模深2公尺，吃水1.1公尺。旗福二號與旗福一號電力系統完全不同，旗福一號採用德國系統，旗福二號則完全採用臺灣製系統，是首艘完全臺灣製造的電力渡輪，裝有2組鋰鐵電池系統，主輪機機功率有300kW，副輪機有13kW，最高航速9.78節。

## 特別活動
在2022年12月～2023年8月間，與美國漫畫史努比聯名合作彩繪渡輪。2024年8月～2025年4月間，與日本動漫名偵探柯南聯名合作彩繪渡輪。